# Фиаско государства
Фиаско государства (провалы государства, изъяны государства, несостоятельность государства; англ. government failure) — неспособность обеспечить аллокационную эффективность и соответствие политики распределения принятым в обществе представлениям о справедливости.

## История создания
В 1978 году декан Высшей школы политических исследований RAND Чарльз Вульф в своей статье «Теория нерыночных провалов: основы анализа имплементации» предложил «теорию нерыночного провала», развив в 1988 году её в своей книге «Рынки или государство». Позднее стали чаще употреблять термин «провалы государства».

## Определение
Согласно Льву Якобсону, фиаско государства — это неспособность государства обеспечить аллокационную эффективность и соответствие политики распределения принятым в обществе представлениям о справедливости, неспособность обеспечить равновесие Линдаля, X-эффективность в общественном секторе и Парето-оптимальное состояние.

## Типология провалов государства
Лев Якобсон выделял четыре типа провалов:
- ограниченность доступной информации (неполнота информации);
- неспособность государства полностью контролировать реакцию контрагентов (возникновение легальной монополии);
- несовершенство политического процесса (рациональное неведение избирателя, манипулирование решений, влияние групп специальных интересов, поиск ренты);
- ограниченность контроля над государственным аппаратом (асимметричность информации, информированные бюрократы отстаивают собственные интересы в ущерб интересам менее информированных субъектов в моделе бюрократии Нисканена).

Чарльз Вульф отмечал три типа:
- разрыв связи между затратами и выручкой (X-неэффективность);
- собственные цели организации (проблема принципал-агент);
- побочные эффекты (непредвиденные побочные эффекты).

Американский профессор Вилфред Долфсма сформулировал 4 типа возможных провалов, которые могут быть при введении новых государственных правил:
- слишком подробные правила (детализированный и всеобъемлющий свод правил требует учитывать огромные объемы разнообразной информации, быстро устаревает и нуждается в постоянном пересмотре);
- излишне обобщённые правила (отсутствие указаний относительно интерпретаций приводит к установлению собственных трактовок, к усилию сильной стороны или обречены на провал);
- волюнтаристские правила (влекущие ущерб для агентов без компенсаций, умаляют принцип равенства перед законом и правовой безопасности, приводят к повышенной степени неопределённости в экономической сфере и к снижению инвестиционной привлекательности региона);
- конфликтующие правила (противоречащие друг другу приводят к конфликту, увеличивают неопределённость в экономической сфере).

## Причины провалов государства
К. Р. Макконнелл и С. Л. Брю отметили причины проявления неэффективности государственного сектора:
- эффект особых интересов — принятия государственных решений и распределение ресурсов в экономике государственным органом в интересах небольших групп в ущерб интересам общества в целом;
- поиск ренты — стремление добиться с помощью государственных органов передачи дохода (ресурсов) за счёт общества или третьих лиц;
- явные выгоды и скрытые издержки — политики будут стараться поддерживать проекты с немедленными ощутимыми выгодами с целью переизбрания в текущем периоде, а также проекты, издержки которых скрыты или отложены благодаря дефицитному финансированию;
- ограничение и отсутствие выбора — избиратели голосуют за пакет программ при существующей потребности только в чём-то одном, налицо неэффективное перераспределение и производство государственных услуг и товаров;
- неэффективная бюрократия — у государственных служащих меньше стимулов работать эффективно, чем у тех, кто работает в частных фирмах.

Согласно Чарльзу Вульфу выделяются следующие причины провалов государства:
- условия формирования спроса на нерыночную продукцию:

- разъединение издержек и выгод (несовпадение между получающими выгоды и теми, кто эти выгоды оплачивает);
- узкий горизонт планирования (предпочтение настоящих благ будущим);
- особенности вознаграждения политиков (награды в виде голосов избирателей);
- обостренное восприятия обществом провалов рынка (неясность того, где провалы государства, а где провалы рынка);
- участие в выборах новых политических организаций (давление политических организаций).
- условия формирования нерыночного предложения:

- трудность определения и измерения выпуска (спорные измерители нерыночных услуг как обороны, регулирования, социальных программ);
- единственный поставщик (исключительная монополия в определенной области законодательно закреплена);
- неопределенность производственной технологии (производство услуг не имеет ограничителей);
- отсутствие механизма прекращения деятельности (непрекращение нерыночной деятельности в случаях, когда она неуспешна).